# Zeiraphera atra
Zeiraphera atra är en fjärilsart som beskrevs av Falkovich 1965. Zeiraphera atra ingår i släktet Zeiraphera och familjen vecklare. Inga underarter finns listade i Catalogue of Life.